# Сердар (отель)
Отель «Сердар» (туркм. Serdar oteli) — гостиница в Туркменбашы, на территории национальной туристической зоны Аваза. Первая высотная гостиница туристической зоны, построенная в 2001 году. 226 номеров с видом на Каспийское море.

## История
Отель был возведён менее чем за год, в феврале 2001 года, силами турецкой компании «Гамма» и туркменского треста «Балканнефтегазстрой». Отель стал первым отелем в национальной туристической зоне Аваза. Церемония торжественного открытия прошла 11 апреля 2001 года, церемонию посетили президент Туркменистана Сапармурат Ниязов и председатель Меджлиса Туркменистана Сахат Мурадов.
21 июля 2007 года в отеле состоялась первая презентация будущего морского курорта Аваза, в которой приняли участие десятки зарубежных строительных фирм и инвестиционных компаний.

## Описание
11-этажное здание рассчитано на 226 гостей. Располагает оздоровительным центром, теннисными кортами, детскими игровыми площадками, двумя бассейнами с морской водой, сауны, профессиональными массажистами и предоставляются различные профилактические процедуры, рестораном, кафе-баром, банкетным залом, теннисным кортом.
Отель регулярно становится центром саммитов, презентаций и международных встреч на высшем уровне.